# Рівнокутна проєкція
Рівнокутна (конформна) проєкція — картографічна проєкція, що має властивість конформного відображення, тобто дозволяє передавати на картах кути без спотворень і зберігати в кожній точці сталий масштаб у всіх напрямках, хоча в різних місцях карти масштаб різний.
Масштаб проєкції залежить тільки від положення точки і не залежить від напрямку, змінюючись зі зміненням широти (φ) і довготи (λ) (зазвичай збільшуючись у міру віддалення від центральної точки або лінії проєкції). Відношення площ на карті не зберігається. Кут на місцевості завжди дорівнює куту на карті.
Головними прикладами рівнокутних картографічних проєкцій є:
- Проєкція Меркатора (найчастіше просто «рівнокутною проєкцією» називають саме її) — знайшла широке застосування в морській справі, зокрема й для карт світу.
- Проєкція Гауса — Крюгера (також відома як поперечно-циліндрична проєкція Меркатора) — використовується для топографічних карт.
- Стереографічна проєкція — використовується для карт зоряного неба.

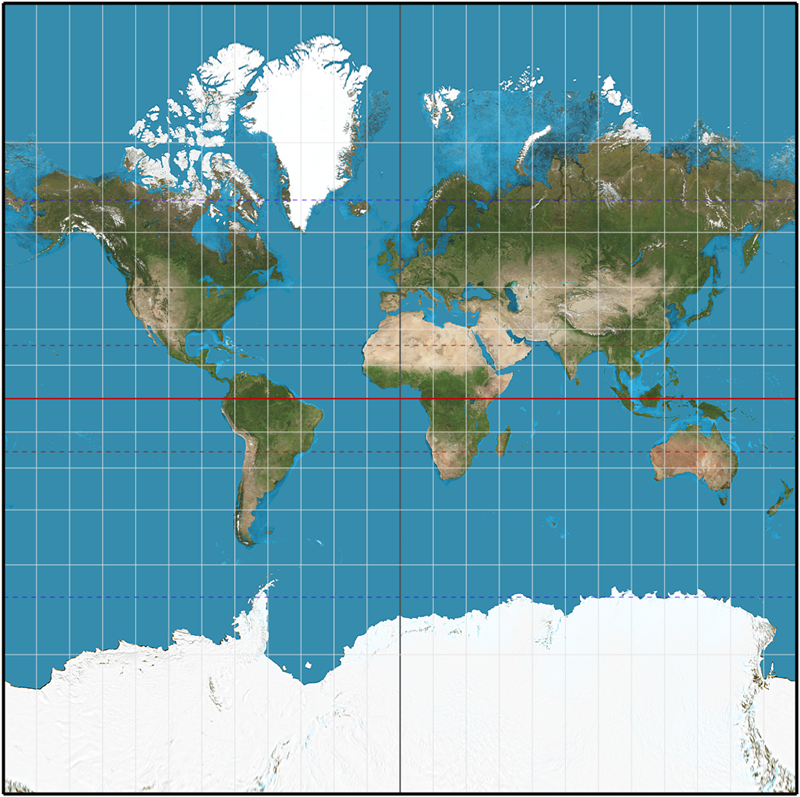
Проєкція Меркатора
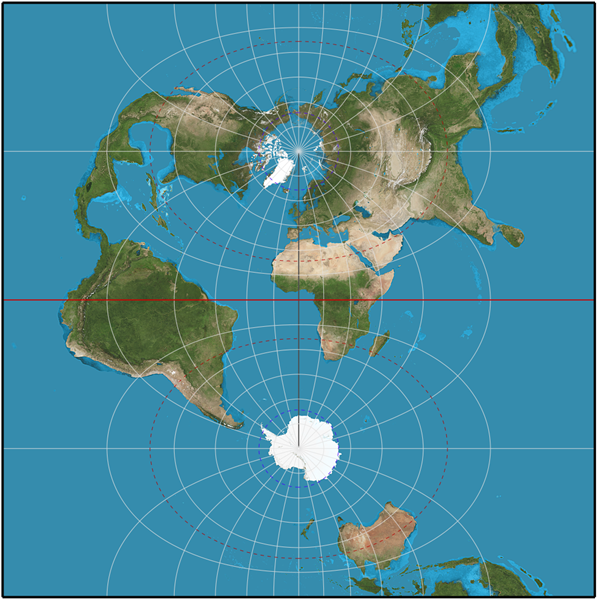
Проєкція Гауса — Крюгера
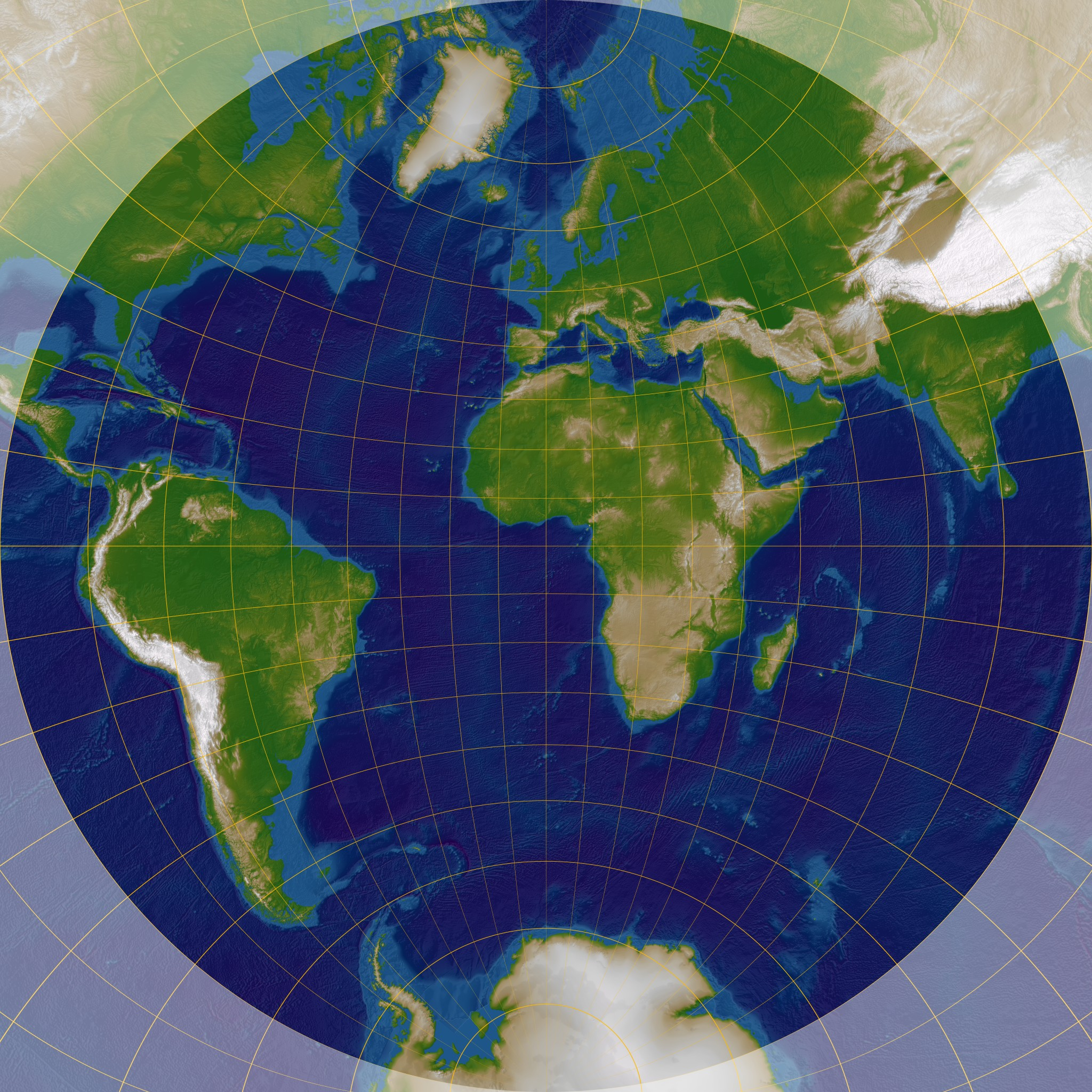
Стереографічна проєкція